# ماریا کارتا
ماریا کارتا (ایتالیایی: Maria Carta؛ ‏ ۲۴ ژوئن ۱۹۳۴ – ۲۲ سپتامبر ۱۹۹۴) بازیگر، شاعر، نویسنده، خواننده و موسیقی‌دان اهل ایتالیا بود. وی بین سال‌های ۱۹۷۰ تا ۱۹۹۴ میلادی فعالیت می‌کرد.
از فیلم‌ها یا سریال‌های تلویزیونی که وی در آن نقش داشته‌است، می‌توان به پدرخوانده: قسمت دوم و عیسی ناصری اشاره کرد.